# Gărleano, Kiustendil
Gărleano (în bulgară Гърляно) este un sat în comuna Kiustendil, regiunea Kiustendil,  Bulgaria. 

## Demografie
Componența etnică a satului Gărleano
     Bulgari (99,3%)
     Nicio identificare (0,69%)
     Altele (0%)
La recensământul din 2011, populația satului Gărleano era de 144 locuitori. Din punct de vedere etnic, majoritatea locuitorilor (99,3%) erau bulgari. Pentru 0,69% din locuitori nu este cunoscută apartenența etnică.